# Adolf Trotz
Adolf Trotz (eigentlich Adolf Tichauer; * 6. September 1895 in Janow, Oberschlesien, heute Polen; † 14. März 1939 in Rom) war ein deutscher Filmregisseur und Drehbuchautor.

## Leben und Wirken
Der Sohn des Kaufmanns David Tichauer und dessen Frau Antonie geb. Schlesinger studierte Pharmazie und Philosophie. Nach dem Abschluss seines Studiums ging er zum Film. Außer Filmen mit dokumentarischem Hintergrund wie Überfall und Die Stadt der Millionen inszenierte er immer wieder Spielfilme, die eine Vorliebe für juristische und sexualaufklärerische Themen zeigen. Zu Beginn des Tonfilmzeitalters führte er bei den aufwändigen Historienstreifen Elisabeth von Österreich und Rasputin Regie.
Die Machtergreifung der Nationalsozialisten beendete 1933 sein Filmschaffen im Deutschen Reich. Sein Film Wege zur guten Ehe wurde 1936 verboten, da er die Ehe als individuelles Glück darstelle, aber „nichts von Rasseinstinkt und Rassebewußtsein, nichts von artbewußter Gattenwahl und vom Glück des Kindersegens, der eine unerläßliche Forderung für jede gute Ehe ist“ verkünde. Trotz ging nach Spanien und drehte bis zum Ausbruch des Spanischen Bürgerkrieges 1936 noch einige Filme. Seit November desselben Jahres war er in Rom ansässig, wo er Regie bei der Synchronisation spanischer Filme führte. Adolf Trotz starb wenige Monate vor Ausbruch des Zweiten Weltkriegs in seinem italienischen Exil.
Von 1926 bis zu seinem Tod war Trotz mit der Drehbuchautorin und Cutterin Ruth Schweriner verheiratet, die unter dem Pseudonym Ruth Schering u. a. die Idee zu Das Recht der Ungeborenen lieferte.

## Filmografie
- 1919: Der Mensch vor 100.000 Jahren
- 1920: Peters Erbschaft (auch Drehbuch)
- 1922: Wer bist du?
- 1923: Glanz gegen Glück (auch Drehbuch)
- 1925: Die Stadt der Millionen (Dokumentarfilm)
- 1926: Auf den Spuren der Azteken (Dokumentarfilm)
- 1926: Um das blaue Band (Dokumentarfilm)
- 1926: Ungleiche Brüder (Dokumentarfilm)
- 1927: Der Fluch der Vererbung
- 1927: Überfall
- 1928: Der Staatsanwalt klagt an
- 1928: Sechzehn Töchter und kein Papa
- 1929: Jugendtragödie
- 1929: Die Frau im Talar
- 1929: Das Recht der Ungeborenen
- 1929: Somnambul
- 1930: Es kommt alle Tage vor…
- 1930: Karriere
- 1931: Elisabeth von Österreich
- 1931: Der Bergführer von Zakopane
- 1931: Schützenfest in Schilda
- 1932: Rasputin
- 1933: Pasa el amor
- 1933: Wege zur guten Ehe (auch Drehbuch)
- 1933: L' amour qu'il faut aux femmes (auch Drehbuch)
- 1934: Alala
- 1935: Nuevas rutas
- 1936: Sinfonía vasca